# فلیچه پریوت
فلیچه پریوت (انگلیسی: Felice Prevete؛ زادهٔ ۳۱ مارس ۱۹۸۷) بازیکن فوتبال اهل ایتالیا است.
از باشگاه‌هایی که در آن بازی کرده‌است می‌توان به باشگاه فوتبال کروتونه و باشگاه فوتبال امپولی اشاره کرد.